# Pensé que iba a haber fiesta
Pensé que iba a haber fiesta es una película de comedia dramática argentina-española de 2013 dirigida y escrita por Victoria Galardi. Narra la historia de dos mejores amigas, cuyo vínculo corre riesgo de romperse cuando una de ellas se involucra sentimentalmente con el exmarido de la otra. Está protagonizada por Elena Anaya, Valeria Bertuccelli y Fernán Miras. La película se estrenó el 9 de mayo de 2013 en las salas de cines de Argentina, mientras que su estreno en España fue el 10 de enero de 2014.

## Sinopsis
La historia se centra en Lucía y Ana, dos mejores amigas que siempre fueron leales una con la otra. Un día, Lucía le pide a Ana que cuide su casa mientras ella pasa unos días fuera de la ciudad. En se tiempo, llega casualmente Ricki, el exmarido de Lucía a la casa, donde mantiene un encuentro romántico con Ana, que hace en poner en peligro su amistad con Lucía.

## Elenco
- Elena Anaya como Ana
- Valeria Bertuccelli como Lucía
- Fernán Miras como Ricki
- Esteban Bigliardi como Eduardo
- Esteban Lamothe como Omar
- Abigail Cohen como Abi
- Eugenia Alonso como Cuñada
- Edgardo Castro como Emilio
- Augusto Giménez Zapiola como Juan
- David Szechtman como Pablo

## Recepción

### Comentarios de la crítica
La película recibió críticas favorables por parte de la prensa. Fernando López de La Nación resaltó que la película es «impecable en lo técnico, Pensé que iba a haber fiesta seduce en el aspecto visual gracias a la elegancia de sus imágenes y a la irreprochable selección de ambientes». Álex Montoya de Fotogramas mencionó que «lo mejor de la película es Elena Anaya y ese tono de aparente tranquilidad», mientras que «lo peor sería la cierta descompensación en los actos de la función».
En una reseña para Micropsia, Diego Lerer escribió «Pensé que iba a haber fiesta es un filme curioso, extraño y a la vez muy normal» y «en su estructura parece más una obra teatral del off porteño, con casi una única locación». Lluís Bonet Mojica de La Vanguardia destacó la actuación Anaya describiéndola como «notable» y a Bertucelli como «soberbia», aunque señaló que la trama no es «nada novedosa» y es «resuelta sin desmesura dramática».

### Premios y nominaciones
| Lista de premios y nominaciones | Lista de premios y nominaciones | Lista de premios y nominaciones | Lista de premios y nominaciones | Lista de premios y nominaciones | Lista de premios y nominaciones |
| Año                             | Organización                    | Categoría                       | Nominado/a(s)                   | Resultado                       | Ref(s)                          |
| ------------------------------- | ------------------------------- | ------------------------------- | ------------------------------- | ------------------------------- | ------------------------------- |
| 2013                            | Premios Sur                     | Mejor fotografía                | Julián Ledesma                  | Nominado                        | [ 10 ]                          |
| 2013                            | Premios Sur                     | Mejor montaje                   | Alejandro Brodersohn            | Nominado                        | [ 10 ]                          |
| 2013                            | Premios Sur                     | Mejor dirección de arte         | Patricia Pernía                 | Nominada                        | [ 10 ]                          |